# Niels Marquardt
Pour les articles homonymes, voir Marquardt (homonymie).
R. Niels Marquardt, né en 1953 à San Diego, est un diplomate américain, ancien ambassadeur dans plusieurs pays d'Afrique et consul général des États-Unis à Sydney depuis juin 2010.

## Carrière
R. Niels Marquardt est diplômé du Lewis and Clark College en 1975, de l'École supérieure américaine de management international en 1980 et du Collège national de guerre navale en 1994. Outre l'anglais, il parle allemand, espagnol, français et thaï.
Il est volontaire du Corps de la Paix de 1977 à 1979 au Rwanda, avant d'entrer dans la diplomatie en 1980.
En qualité de responsable des affaires économiques dans diverses ambassades, il séjourne deux fois en Thaïlande (1981-83 et 1987-90), en république du Congo (1983-85), en France (1990-94) et en Allemagne (1995-98). Il officie également aux États-Unis mêmes, au Bureau des affaires d'Extrême-Orient et du Pacifique et comme analyste de risques à la banque Export-Import des États-Unis. Il participe au programme spécial de formation des hauts cadres et au programme d'études économiques et commerciales à l'Institut des affaires étrangères du département d'État.
Haut fonctionnaire des affaires étrangères avec rang de ministre-conseiller, il travaille de 1998 à 2000 au bureau des ressources humaines du département d'État comme chef de la division des affectations et du conseil aux nouvelles recrues.
De 2001 à 2004, Niels Marquardt est coordinateur spécial pour l'efficacité diplomatique. À ce titre, il est chargé de coordonner le plus grand accroissement de personnel jamais connu au sein du département d'État en termes de recrutement, d'embauche et de formation.
Ambassadeur en Guinée équatoriale de septembre 2004 à septembre 2006 et parallèlement au Cameroun d'octobre 2004 à avril 2007, il est ensuite en poste à Madagascar et aux Comores d'août 2007 à juin 2010, date à laquelle il est transféré à Sydney en Australie, comme consul général des États-Unis.
Récipiendaire de plusieurs hautes distinctions honorifiques, il reçoit quatre fois le diplôme d'honneur du président des États-Unis pour ses performances.
En octobre 2022, Niels Marquardt ayant été ancien ambassadeur au Cameroun, il appelle à la libération de Marafa Hamidou Yaya de prison.